# سيلز فورس
سيلز فورس (بالإنجليزية: Salesforce)‏ هي شركة برمجيات سحابية أمريكية مقرها في سان فرانسيسكو، كاليفورنيا. على الرغم من أن الجزء الأكبر من إيراداتها يأتي من خدمة إدارة علاقات العملاء (CRM). تبيع أيضًا مجموعة متكاملة من تطبيقات المؤسسات التي تركز على خدمة العملاء، وأتمتة التسويق، والتحليلات، وتطوير التطبيقات.
احتلت سيلز فورس المرتبة الأولى في قائمة أفضل 100 شركة في فورتشن في عام 2018 والثانية في عام 2019. وفي مارس 2024 قامت الشركة بدفع  أكثر من 20 مليون دولار مقابل استخدام اسم ووجه عالم الفيزياء الشهير "ألبرت أينشتاين"، كعلامة تجارية لترويج خدماتها ومنتجاتها التي تعمل بالذكاء الاصطناعي.

## وصلات خارجية
- الموقع الرسمي
- سيلز فورس على موقع Hugging Face (الإنجليزية)